# Nohtooksaet
Nohtooksaet, jedna od bandi Wampanoag Indijanaca s otoka Martha's Vineyard u Massachusettsu. Živjeli su oko Gay Heada. Ime su dobili po sachemu Nohtooksaetu.